# Hamilton (Georgia)
Hamilton è una città degli Stati Uniti d'America, situata in Georgia, nella Contea di Harris, della quale è il capoluogo.